# Prix Smith-Wintemberg
Le prix Smith-Wintemberg est décerné par l'Association canadienne d'archéologie pour honorer un canadien qui a apporté une contribution exceptionnelle à l'avancement de la discipline archéologique ou à la connaissance du passé archéologique canadien. 

## Lauréats
- 1978 - Charles Borden
- 1978 - Norman Emerson
- 1984 - Richard Forbis
- 1992 - James Wright
- 1992 - William Taylor
- 1995 - Roy Carlson
- 1998 - Donald Mitchell
- 2000 - James Pendergast
- 2001 - B.O.K. Reeves
- 2002 - Norman Clermont
- 2004 - E. Leigh Syms
- 2005 - R.G. Matson
- 2007 - Bruce Trigger
- 2008 - Richard E. Morlan
- 2009 - Robert McGhee
- 2009 - James Tuck
- 2010 - William J. Byrne
- 2011 - Stephen A. Davis
- 2012 - Peter Ramsden
- 2012 - Marcel Moussette
- 2013 - Alan D. McMillan
- 2013 - Knut R. Fladmark
- 2014 - Michael Spence
- 2015 - Birgitta Wallace<
- 2017 - Christopher J. Ellis
- 2018 - Dana Lepofsky
- 2018 - Thomas Andrews